# Richard Voliva
Richard Lawrence „Dick“ Voliva (* 18. Oktober 1912 in Bloomington, Indiana; † 2. November 1999 in Amherst, Massachusetts) war ein US-amerikanischer Ringer und Trainer. Er war Gewinner der Silbermedaille bei den Olympischen Spielen 1936 in Berlin im freien Stil im Mittelgewicht.

## Werdegang
Dick Voliva wuchs in Bloomington, Indiana, auf und begann dort auf der Oberschule (High School) mit dem Ringen. Er erlernte, wie damals an den Oberschulen üblich, ausschließlich den freien Stil. Zu Beginn der 1930er Jahre wurde er zweimal Oberschul-Meister von Indiana im Weltergewicht. Später besuchte er die Indiana University. Auch hier widmete er sich dem Ringen und belegte 1933 bei den NCAA (us-amerik. Hochschul-Sportverband) Collegiate Championships im Weltergewicht den 2. Platz und 1934 den ersten Platz.
1936 gewann Dick Voliva die US-Olympiaausscheidung für die Olympischen Spiele in Berlin im Mittelgewicht. In Berlin rang er sehr erfolgreich und erkämpfte sich mit fünf Siegen die Silbermedaille. Im Kampf um die Goldmedaille unterlag er dem erfahreneren Franzosen Émile Poilvé nach Punkten.
Nach diesen Olympischen Spielen wechselte Dick an die Montclair State University in New Jersey und wurde dort Ringertrainer. Dieses Amt übte er über 25 Jahre lang sehr erfolgreich aus. Für seine Verdienste um den Ringersport wurde er 1984 in die National Wrestling Hall of Fame aufgenommen.

## Internationale Erfolge
1936, Silbermedaille, Olympische Spiele in Berlin, Freistil, Mittelgewicht (bis 79 kg Körpergewicht), mit Siegen über Karam Rasul, Indien, Jan van der Merwe, Südafrika, Ahmet Kireççi, Türkei, Kyösti Luukko, Finnland u. Ernst Krebs, Schweiz und einer Niederlage gegen Émile Poilvé, Frankreich